# Arrondissement sud-est (Maastricht)
L’arrondissement sud-est, en néerlandais stadsdeel Zuid-Oost, est un des cinq arrondissements de Maastricht aux Pays-Bas.
Il se subdivise en plusieurs quartiers. Ces quartiers sont : Randwyck, Heugem, Heugemerveld, Scharn, Heer, De Heeg et Vroendaal.

## Sources